# Фатіаш-де-Томар

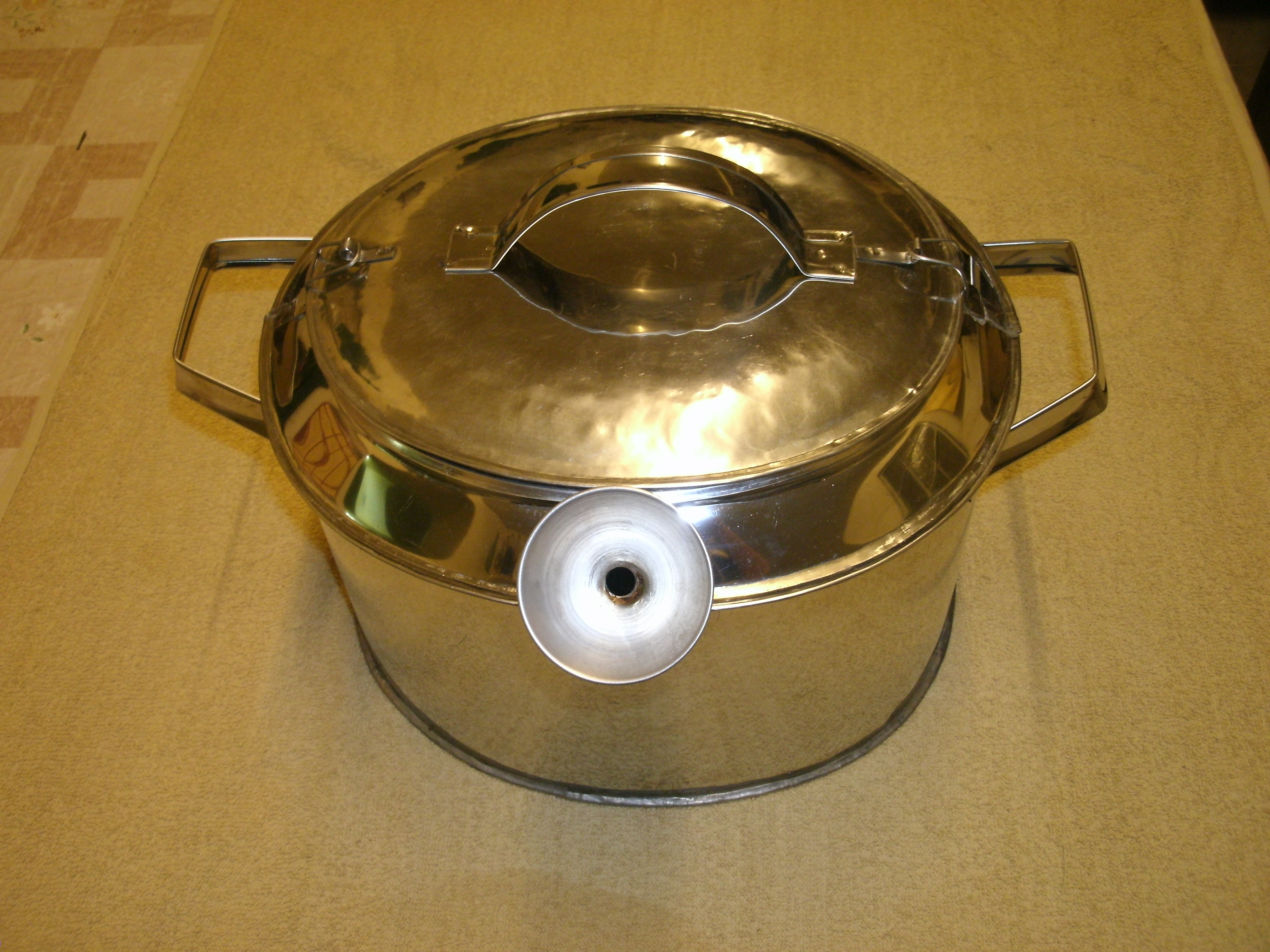
Посуд для приготування тістечок

Фатіаш-де-Томар (порт. Fatias de Tomar — шматочки Томара) — традиційні португальські бісквітні тістечка. Воно ставляться до класу португальських десертів, званих монастирськими солодощами (порт. Doçaria Conventual). Вперше цей десерт з'явився у місті Томар у монастирі Конвенту-де-Крішту. Тістечко готується на пару в спеціальному посуді винайденого бляхарем з цього міста. До складу тістечка входить бісквітне тісто, яєчні жовтки та сироп.